# Ján Andrej Cully
Pour les articles homonymes, voir Cully.
Ján Andrej Cully, né le 9 décembre 1995, est un coureur cycliste slovaque.

## Biographie
Né en Allemagne, Ján Andrej Cully déménage à Bratislava avec sa famille lorsqu'il est âgé de huit ans. Il commence le cyclisme vers l'âge de douze ans. 
En 2015, il remporte une médaille d'argent aux championnats du monde juniors de course d'orientation à VTT, en circuit mi-distance. Il rejoint ensuite l'équipe continentale Dukla Banská Bystrica en 2017, après y avoir été stagiaire. Il interrompt à cette occasion ses études à l'université de médecine de Vienne pour se consacrer uniquement au vélo. Lors des championnats de Slovaquie, il se classe deuxième de la course en ligne et troisième du contre-la-montre dans la catégorie espoirs (moins de 23 ans). Il termine également deuxième du Grand Prix Chantal Biya, tout en ayant remporté la première étape. 
En 2018, il finit quatrième du Grand Prix Chantal Biya et septième du Tour du Cameroun. L'année suivante, il devient champion de Slovaquie du contre-la-montre. Il remporte par ailleurs une étape d'In the steps of Romans et deux étapes Tour du Sénégal. En 2020, il devient une nouvelle fois champion national dans l'exercice chronométrée. Dans cette discipline, il représente son pays lors des championnats d'Europe de Plouay, où il se classe vingt-quatrième. 

## Palmarès sur route

### Par année
- 2017
  - 1re étape du Grand Prix Chantal Biya
  - 2e du championnat de Slovaquie du contre-la-montre par équipes
  - 2e du championnat de Slovaquie sur route espoirs
  - 2e du Grand Prix Chantal Biya
  - 3e du championnat de Slovaquie du contre-la-montre espoirs
- 2019
  -  Champion de Slovaquie du contre-la-montre
  - 2e étape d'In the steps of Romans
  - 2e et 6e étapes du Tour du Sénégal
- 2020
  -  Champion de Slovaquie du contre-la-montre
- 2021
  - 3e du championnat de Slovaquie du contre-la-montre
- 2022
  -  Champion de Slovaquie du contre-la-montre

### Classements mondiaux
| Année           | 2017   | 2018   |
| --------------- | ------ | ------ |
| UCI Europe Tour | 1 195e | 1 258e |
| UCI Africa Tour | 65e    | 96e    |

## Palmarès sur piste
- 2020
  - 3e du championnat de Slovaquie de l'omnium
  - 3e du championnat de Slovaquie de course aux points

## Palmarès en VTT
- 2021
  - 2e du championnat de Slovaquie de cross-country marathon